# Muse of Fire
Muse of Fire es el séptimo episodio de la primera temporada de la serie estadounidense de drama y ciencia ficción, Arrow. El episodio fue escrito por Geoff Johns & Marc Guggenheim, basados en la historia de Andrew Kreisberg; dirigido por David Grossman y fue estrenado el 28 de noviembre de 2012 en Estados Unidos por la cadena CW. En Latinoamérica, Warner Channel estrenó el episodio el 10 de diciembre de 2012.
Oliver conoce a Helena Bertinelli, hija del famoso jefe de la mafia, Frank Bertinelli y descubre que puede ser totalmente honesto con ella, sin embargo, pronto descubre que ella tiene peligrosos secretos que terminan poniéndolo en el medio de una venganza personal. Mientras tanto, Tommy busca la ayuda de Laurel cuando es sorprendido por un desafortunado giro en los eventos.

## Argumento
En su camino para encontrarse con Oliver, Moira es casi asesinada por un misterioso asaltante cuya misión era asesinar a un socio del jefe de la mafia, Frank Bertinelli. Oliver intenta infiltrarse en el negocio de Frank para descubrir la identidad del atacante. Frank se enfrenta a China White y la Tríada para resolver los asesinatos de su gente. Oliver se entera de que el atacante es Helena Bertinelli, la hija de Frank, con quien acababa de estar en una cita. Helena revela que ella está buscando venganza contra su padre, a quien culpa por el asesinato de su prometido.
Helena y Oliver son secuestrados por la mano derecha de Frank, Nick Salvati, en relación con la muerte de otros socios de la mafia; Helena mata Nick después de enterarse de que él mató a su novio realmente. También se deduce la identidad de Oliver como vigilante después de presenciar una lucha contra los secuaces de su padre. Al final, Helena confiesa a Oliver que ella cree que ambos comparten historias similares y es por eso que se sienten conectados entre sí. Mientras tanto, Tommy se corta económicamente por su padre, que resulta ser el socio desconocido con quien Moira se reunía con respecto a la lista. Walter vuelve a casa después de estar lejos por semanas.

## Elenco
- Stephen Amell como Oliver Queen.
- Katie Cassidy como Dinah Laurel Lance.
- Colin Donnell como Tommy Merlyn.
- David Ramsey como John Diggle.
- Willa Holland como Thea Queen.
- Susanna Thompson como Moira Queen.
- Paul Blackthorne como el detective Quentin Lance.

## Continuidad
- Quentin Lance y Walter Steele fueron vistos anteriormente en Damaged.
- China White fue vista anteriormente en Honor Thy Father.
- Es el primer episodio en no mostrar escenas en la isla.
- El episodio marca la primera aparición de Helena y Frank Bertinelli.
- El episodio también marca la única aparición de Tom Salvati (es asesinado por Helena).
- En este episodio se revela que el Hombre bien vestido es en realidad el padre de Tommy Merlyn.
- Helena y Oliver descubren sus identidades secretas.
- Helena Bertinelli se convierte en la 3ª persona en descubrir la identidad de Oliver, siendo: John Diggle (Lone Gunmen) y Derek Reston (Legacies), los dos primeros.

## Desarrollo

### Producción
La producción de este episodio comenzó el 5 de septiembre y terminó el 13 de septiembre de 2012.

### Filmación
El episodio fue filmado del 14 al 25 de septiembre de 2012.

## Recepción

### Recepción de la crítica
Jesse Schedeen de IGN calificó al episodio como bueno y le otorgó una puntuación de 7.8, comentando: "Muse of Fire no es nada sino un episodio memorable de Arrow. Tan lleno de acontecimientos, de hecho, que no hubo la necesidad ni el tiempo para ofrecer cualquiera de las secuencias de flashback. Mientras que el material se ha hecho más agradable a lo largo de la temporada, todavía es agradable ver que los escritores no están confiando en las payasadas de Ollie como una muleta, sino más bien como materia narrativa útil para ser usado con moderación. Y bueno, no hay narración molesta tampoco", además resalta la revelación del misterio del personaje de John Barrowan, diciendo: "Este buen orador y maestro manipulador no es otro que el padre de Tommy Merlyn. El Sr. Merlyn ya parece posicionarse como la amenaza predominante frente a Ollie en su intento de limpiar la ciudad de Starling" y añade: "Obviamente, el elemento más destacable del episodio fue el debut de la Cazadora. Y aunque Helena Bertinelli parece haber adoptado la rutina de la asesina enmascarada por su cuenta, esto era todavía una visión interesante de cómo esta versión de Green Arrow responderá e interactuará con los otros héroes del Universo DC. Los dos personajes no han tenido necesariamente una gran cantidad de interacción en los cómics. Sin embargo, aquí los diversos ajustes que hicieron en el origen de Helena, la convierten en la contraparte perfecta de Ollie".
Alasdair Wilkins de A.V. Club le dio al episodio una B+ y comentó: "Debo admitir que no he visto el gran giro sobre la verdadera identidad de Barrowman venir, sobre todo porque no tiene ningún sentido en absoluto. Hay diferencia de tan sólo 15 años de entre Barrowman y Donnell, sería mucho más fácil creer si fueran hermanos, pero el hecho que sean padre e hijo es muy difícil de aceptar. No puedo concebir una escena donde Donnell llame a Barrowman "papá" sin decir mentalmente "no, no lo es", pero ellos transmiten una convincente dinámica de padre e hijo que es dolorosa solamente por la cercanía de las edades".

### Recepción del público
El episodio fue visto por 3.74 millones de espectadores, recibiendo 1.3 millones entre los espectadores entre 18-49 años.